# Más enamorada con banda
Más Enamorada con Banda é o 25º álbum de estúdio da atriz e cantora mexicana Lucero, lançado em 11 de Maio de 2018 pelas gravadoras Fonovisa Records e Universal Music Latino. É o segundo álbum da artista com músicas do gênero banda silanoense, e uma espécie de continuação de Enamorada con Banda (2017). Assim como este, Más Enamorada con Banda também foi produzido por Luciano Luna.
Más Enamorada con Banda representa a intenção de Lucero em continuar investindo pesado em músicas de banda, após o êxito inesperado que o primeiro volume alcançou conquistando o disco de ouro no México, e pela artista considerar o gênero banda sinaloense mais popular do que o próprio mariachi, estilo que esteve presente em seu repertório desde a década de 90. Diferente de Enamorada con Banda, em que somente predominou covers, Más Enamorada con Banda possui também algumas inéditas, e regravação de canções de artistas como Carlos Rivera, Horacio Palencia, Joan Sebastian e Juan Gabriel. Canções como "Secreto de Amor" e "Morenitas de Ojos Buenos" já foram interpretadas por Lucero em ocasiões anteriores. A primeira canção foi gravada pela artista para o álbum Mi Secreto de Amor (2011), e "Morenita de Ojos Buenos" foi interpretada durante o evento anual Mañanitas a la Virgen em 2016.
Foram lançados quatro singles do álbum: "Necesitaría", "Ven Devórame Otra Vez", "Aquella Noche" e "Un Corazón Enamorado".
De acordo com Lucero, este segundo volume a possibilita abrir mais caminhos em sua carreira musical, assim como procura não radicalizar as canções desse gênero, já que as letras costumam a serem pesadas, pois sempre trazem o tema "homem vs. mulher". A artista também constatou que o nome do álbum reflete a sua "paixão pela vida, pelo amor e pela natureza", e que "estar em harmonia é a maneira mais fácil de se sentir melhor e ser positiva".

## Antecedentes
Em Dezembro de 2016, Lucero saiu da emissora Telemundo e assinou um contrato com a Univision para ser jurada do reality show La Reina de la Canción, que escolheria a melhor cantora do gênero banda. Esse programa contribuiu para a divulgação de Enamorada con Banda, que seria lançada alguns meses depois. No mesmo mês, Lucero se apresentou no Auditorio Roberto Cantoral para divulgar pela primeira vez as canções de Enamorada con Banda. 
Em Abril de 2017, Lucero lança o álbum Enamorada con Banda. A própria artista alegou que o projeto seria uma espécie de renovação de seu repertório,  tendo em vista parcerias com outros produtores e músicos. Em Julho do mesmo ano, paralelo à divulgação de Enamorada con Banda no México, Lucero também lançou e divulgou um outro álbum seu, Brasileira (2017), especialmente para o Brasil, onde gravou a novela Carinha de Anjo (2016). Em Setembro do mesmo ano, Enamorada con Banda conquistou o disco de ouro no México por ter vendido 30.000 cópias. Devido ao inesperado sucesso e à boa repercussão, Lucero começou a cogitar o lançamento de mais um álbum do gênero.

## Gravação e produção
O processo de gravação do CD se iniciou no dia 22 de Janeiro, se encerrando em 1 de Fevereiro de 2018 e foram realizadas no Estúdio 19, localizado na Cidade do México. Em 7 de Fevereiro, Lucero gravou o DVD do álbum no Centro Cultural Roberto Cantoral, na Cidade do México. Assim como Enamorada con Banda, o álbum foi produzido por Luciano Luna.

## Lançamento e divugação
Más Enamorada con Banda foi anunciado pelo próprio site da artista no dia 9 de Janeiro de 2018. Seu DVD foi confirmado pelo site oficial no dia 24 de Janeiro. O álbum foi apresentado para a imprensa no dia 7 de Fevereiro, em que Lucero realizou um showcase intepretando todas as suas canções no Centro Cultural Roberto Cantoral. No mesmo dia, durante a coletiva de imprensa para a apresentação do álbum, Lucero anunciou que o álbum seria lançado em Abril do mesmo ano. No dia 11 de Fevereiro, o site El Universal divulgou todas as canções interpretadas pela artista durante a coletiva. No dia 21 de Março, foi divulgada através da Amazon.com do Japão, França, Reino Unido e México, a capa do álbum assim como foi iniciada a sua pré-venda. De início, foi cogitado o lançamento do álbum físico e em download digital para Abril, porém foi mudado para 11 de Maio de 2018. No dia 9 de Maio, Lucero promovou uma segunda coletiva de imprensa para o lançamento do álbum. No dia 11 de Maio, Más Enamorada con Banda foi lançado em versão física e digital. No mesmo dia de seu lançamento, foram liberados no canal VEVO de Lucero, os vídeosclipes das canções restantes do álbum. Como parte de divulgação do álbum, Lucero realizou convivências com fãs entre os dias 11 e 20 de Maio, nas rádios Mixup e nos centros comerciais Sanborns, localizados na Cidade do México.

## Singles
- "Necesitaría" foi anunciado como o primeiro single do álbum no dia 7 de Fevereiro de 2018.[3] No dia 14 de Fevereiro, foi anunciado que o single estrearia no dia 16.[21] A canção foi lançada no dia 16 de Fevereiro em download digital e airplay.[22] Seu videoclipe foi lançado no dia 8 de Março através do canal VEVO oficial da artista.[23]
- "Ven Devórame Otra Vez" foi lançado de supresa pela artista no dia 20 de Abril. Seu videoclipe foi lançado em 19 de Abril.[24]
- "Aquella Noche" foi lançado em download digital uma semana depois de "Ven Devórame Otra Vez", em 27 de Abril. Seu videoclipe foi lançado no dia 26 de Abril.
- "Un Corazón Enamorado" foi lançado em 4 de Maio em download digital. Seu videoclipe foi lançado um dia antes, 3 de Maio.[25]

### Singles promocionais
- "A Pesar de Todo" foi lançado como single promocional em 17 de Agosto de 2018 em download digital.[26]

## Enamorada en Vivo
Lucero anunciou que realizaria uma apresentação Auditorio Nacional, na Cidade do México, como parte de divulgação de Más Enamorada con Banda. O show aconteceu no dia 6 de Julho de 2018 e a artista se apresentou perante 10.000 pessoas. A apresentação foi lançada em CD e DVD sob o nome de Enamorada en Vivo no dia 9 de Novembro de 2018.

## Faixas
| Más Enamorada con Banda — Edição standard (CD) |                              |                                      |         |  |
| N.º                                            | Título                       | Compositor(es)                       | Duração |  |
| 1.                                             | "Necesitaría"                | Ernesto Martínez María I. Herbert Z. | 3:19    |  |
| 2.                                             | "Y Ahora Te Vás"             | El Buki                              | 3:29    |  |
| 3.                                             | "Un Corazón Enamorado"       | Luciano Luna                         | 3:06    |  |
| 4.                                             | "Secreto de Amor"            | José Manuel Figueroa                 | 3:35    |  |
| 5.                                             | "Aquella Noche"              | Isabel del Carmen Armenta Ortíz      | 3:08    |  |
| 6.                                             | "Ven Devórame Otra Vez"      | Palmer Hernández                     | 3:11    |  |
| 7.                                             | "A Pesar de Todo"            | Carlos Rivera Horacio Palencia       | 3:14    |  |
| 8.                                             | "Quédate Conmigo Esta Noche" | Juan Gabriel                         | 3:20    |  |
| 9.                                             | "Me Gustaría"                | Luna                                 | 2:30    |  |
| 10.                                            | "Diséñame"                   | Joan Sebastian                       | 2:38    |  |
| 11.                                            | "Será Porque te Amo"         | Ricchi e Poveri                      | 2:48    |  |
| 12.                                            | "Si Quieres Ser Mi Amante"   | Camilo Sesto                         | 3:04    |  |
| 13.                                            | "Morenita de Ojos Buenos"    | Luna                                 | 3:16    |  |
| Duração total:                                 | Duração total:               | Duração total:                       | 38:78   |  |

| Enamorada con Banda — Edição standard (DVD) |                              |                |         |  |
| N.º                                         | Título                       | Diretor(es)    | Duração |  |
| 1.                                          | "Necesitaría"                |                | 3:20    |  |
| 2.                                          | "Y Ahora Te Vás"             |                | 3:32    |  |
| 3.                                          | "Un Corazón Enamorado"       |                | 3:08    |  |
| 4.                                          | "Secreto de Amor"            |                | 3:39    |  |
| 5.                                          | "Aquella Noche"              |                | 3:08    |  |
| 6.                                          | "Ven Devórame Otra Vez"      |                | 3:15    |  |
| 7.                                          | "A Pesar de Todo"            |                | 3:14    |  |
| 8.                                          | "Quédate Conmigo Esta Noche" |                | 3:21    |  |
| 9.                                          | "Me Gustaría"                |                | 2:33    |  |
| 10.                                         | "Diséñame"                   |                | 2:41    |  |
| 11.                                         | "Será Porque te Amo"         |                | 2:50    |  |
| 12.                                         | "Si Quieres Ser Mi Amante"   |                | 3:04    |  |
| 13.                                         | "Morenita de Ojos Buenos"    |                | 3:19    |  |
| Duração total:                              | Duração total:               | Duração total: | 39:04   |  |

## Charts
| Chart (2018)                | Posição |
| --------------------------- | ------- |
| México (AMPROFON Top Album) | 3       |
| Billboard Latin Album Sales | 16      |

| Chart (2018)              | Posição |
| ------------------------- | ------- |
| México (AMPROFON Top 100) | 39      |

## Histórico de lançamentos
| País    | Data               | Formato(s)                        | Gravadora(s)                            | Ref.   |
| ------- | ------------------ | --------------------------------- | --------------------------------------- | ------ |
| México  | 11 de Maio de 2018 | CD/DVD download digital streaming | Fonovisa Records Universal Music Latino | [ 32 ] |
| EUA     | 11 de Maio de 2018 | CD/DVD download digital streaming | Fonovisa Records Universal Music Latino | [ 32 ] |
| Espanha | 11 de Maio de 2018 | CD/DVD download digital streaming | Fonovisa Records                        |        |